# 444562 Visaginas
444562 Visaginas è un asteroide della fascia principale. Scoperto nel 2006, presenta un'orbita caratterizzata da un semiasse maggiore pari a 2,740899 UA e da un'eccentricità di 0,205311, inclinata di 8,558881° rispetto all'eclittica. Ha un diametro di 3,072 km.
È dedicato alla omonima cittadina lituana.